# Estadio Hamoshava
Estadio HaMoshava (en hebreo: אצטדיון המושבה‎, Itztadion HaMoshava), también conocido como Estadio Petah Tikva, es un recinto deportivo localizado en Petah Tikva, Israel. Se inauguró el 6 de diciembre de 2011, es propiedad de la Municipalidad de Petah Tikva y su aforo es de 20 000 espectadores sentados. Es un estadio de Categoría 4 de acuerdo a las normativas que aplica la UEFA para clasificar los estadios de fútbol. Será utilizado, sobre todo, para partidos de fútbol y donde los equipos Hapoel Petah Tikva y Maccabi Petah Tikva serán los anfitriones.
Como parte de un gran parque deportivo en la nueva zona industrial de la ciudad, el complejo multipropósito puede ampliar su capacidad en otras 5000 ubicaciones en el campo de juego, y campos de entrenamiento de césped artificial. Los diseñadores de este nuevo estadio, GAB Arquitectos (Goldshmidt - Arditty - Ben Nayim), es una de las principales firmas de arquitectura deportiva de Israel, que también diseñó el nuevo Estadio de Netanya y el Estadio Haberfeld. El estadio fue concluido e septiembre de 2011 e inaugurado el 6 de diciembre de ese mismo año, después de casi dos años de construcción.